# Bruno Casanova
Bruno Casanova (Cervia, 1º giugno 1964) è un pilota motociclistico italiano ritiratosi dall'attività agonistica.

## Carriera
La sua prima vittoria di prestigio nel motociclismo è stata la vittoria del campionato Italiano Velocità nel 1985 nella classe 80.
Per quanto riguarda le competizioni del motomondiale il suo esordio è avvenuto nel 1984 in occasione del Gran Premio motociclistico delle Nazioni corso in classe 80 guidando una Casal.
Nel 1986 vinse il campionato Europeo Velocità della classe 80 con una Unimoto.
Dal motomondiale 1987 le sue presenze furono invece continuative e sempre, con l'eccezione della stagione 1988 corsa in 250, disputate in classe 125.
Durante la sua carriera ha guidato moto Honda, Garelli ed Aprilia collezionando una vittoria in un singolo gran premio (nel motomondiale 1992 in occasione del GP di Germania) e un secondo posto finale nella classifica generale del 1987, alle spalle di Fausto Gresini. Da aggiungere nel suo palmarès anche altri 15 piazzamenti sul podio.

## Risultati nel motomondiale

### Classe 80
| 1984 | Classe | Moto  |    |     |  |  |  |    |  |  |  |    |    |    |  |  |  | Punti | Pos. |
| ---- | ------ | ----- | -- | --- |  |  |  | -- |  |  |  | -- | -- | -- |  |  |  | ----- | ---- |
| 1984 | 80     | Casal | NE | Rit |  |  |  | NE |  |  |  | NE | NE | 15 |  |  |  | 0     |      |

| Legenda | 1º posto        | 2º posto            | 3º posto            | A punti      | Senza punti        | Grassetto – Pole position Corsivo – Giro più veloce |
| Legenda | Gara non valida | Non qual./Non part. | Ritirato/Non class. | Squalificato | '-' Dato non disp. | Grassetto – Pole position Corsivo – Giro più veloce |

### Classe 125
| 1987 | Classe | Moto    |    |   |   |   |   |    |   |   |     |   |   |    |  |    |    | Punti | Pos. |
| ---- | ------ | ------- | -- | - | - | - | - | -- | - | - | --- | - | - | -- |  | -- | -- | ----- | ---- |
| 1987 | 125    | Garelli | NE | 4 | 3 | 2 | 2 | NE | 2 | 3 | Rit | 2 | 2 | NP |  | NE | NE | 88    | 2º   |

| 1989 | Classe | Moto    |   |     |    |     |   |    |   |    |   |   |   |   |   |   |    | Punti | Pos. |
| ---- | ------ | ------- | - | --- | -- | --- | - | -- | - | -- | - | - | - | - | - | - | -- | ----- | ---- |
| 1989 | 125    | Aprilia | - | Rit | NE | Rit | 9 | NQ | 4 | NE | - | - | - | - | - | - | NE | 20    | 19º  |

| 1990 | Classe | Moto  |  |    |     |    |   |   |   |   |   |   |   |  |    |   |   | Punti | Pos. |
| ---- | ------ | ----- |  | -- | --- | -- | - | - | - | - | - | - | - |  | -- | - | - | ----- | ---- |
| 1990 | 125    | Honda |  | NE | Rit | 21 | - | 4 | 3 | 2 | 3 | - | - |  | 11 | 3 | 2 | 97    | 8º   |

| 1991 | Classe | Moto  |     |     |    |   |     |     |     |    |   |    |   |    |    |    |    | Punti | Pos. |
| ---- | ------ | ----- | --- | --- | -- | - | --- | --- | --- | -- | - | -- | - | -- | -- | -- | -- | ----- | ---- |
| 1991 | 125    | Honda | Rit | Rit | NE | 6 | Rit | Rit | Rit | 13 | 8 | 17 | 7 | 12 | 10 | NE | 11 | 45    | 15º  |

| 1992 | Classe | Moto    |   |   |   |     |   |   |   |    |   |   |   |   |     |  |  | Punti | Pos. |
| ---- | ------ | ------- | - | - | - | --- | - | - | - | -- | - | - | - | - | --- |  |  | ----- | ---- |
| 1992 | 125    | Aprilia | 2 | 3 | 2 | Rit | 8 | 7 | 1 | 10 | 9 | 6 | 5 | 4 | Rit |  |  | 96    | 5º   |

| 1993 | Classe | Moto    |  |  |     |     |   |   |    |  |     |    |     |    |     |    |  | Punti | Pos. |
| ---- | ------ | ------- |  |  | --- | --- | - | - | -- |  | --- | -- | --- | -- | --- | -- |  | ----- | ---- |
| 1993 | 125    | Aprilia |  |  | Rit | Rit | 7 | 7 | NP |  | Rit | 17 | Rit | 18 | Rit | 12 |  | 22    | 21º  |

| 1994 | Classe | Moto  |    |    |    |    |    |    |    |  |  |  |  |  |  |  |  | Punti | Pos. |
| ---- | ------ | ----- | -- | -- | -- | -- | -- | -- | -- |  |  |  |  |  |  |  |  | ----- | ---- |
| 1994 | 125    | Honda | 16 | 15 | 10 | 15 | 13 | 12 | NP |  |  |  |  |  |  |  |  | 15    | 23º  |

| Legenda | 1º posto        | 2º posto            | 3º posto            | A punti      | Senza punti        | Grassetto – Pole position Corsivo – Giro più veloce |
| Legenda | Gara non valida | Non qual./Non part. | Ritirato/Non class. | Squalificato | '-' Dato non disp. | Grassetto – Pole position Corsivo – Giro più veloce |

### Classe 250
| 1986 | Classe | Moto  |  |  |  |  |  |  |  |  |  |  |    |    |  |  |  | Punti | Pos. |
| ---- | ------ | ----- |  |  |  |  |  |  |  |  |  |  | -- | -- |  |  |  | ----- | ---- |
| 1986 | 250    | Honda |  |  |  |  |  |  |  |  |  |  | 20 | NE |  |  |  | 0     |      |

| 1988 | Classe | Moto    |     |    |     |    |     |   |   |   |    |    |     |   |   |    |     | Punti | Pos. |
| ---- | ------ | ------- | --- | -- | --- | -- | --- | - | - | - | -- | -- | --- | - | - | -- | --- | ----- | ---- |
| 1988 | 250    | Aprilia | Rit | 11 | Rit | 15 | Rit | - | - | 8 | NQ | 15 | Rit | - | - | 14 | Rit | 17    | 23º  |

| Legenda | 1º posto        | 2º posto            | 3º posto            | A punti      | Senza punti        | Grassetto – Pole position Corsivo – Giro più veloce |
| Legenda | Gara non valida | Non qual./Non part. | Ritirato/Non class. | Squalificato | '-' Dato non disp. | Grassetto – Pole position Corsivo – Giro più veloce |